# Thripsaphis sensoriata
Thripsaphis sensoriata är en insektsart som beskrevs av Hille Ris Lambers 1952. Thripsaphis sensoriata ingår i släktet Thripsaphis och familjen långrörsbladlöss. Inga underarter finns listade i Catalogue of Life.